# Liechtenstein en los Juegos Olímpicos de Tokio 1964
Liechtenstein estuvo representado en los Juegos Olímpicos de Tokio 1964 por dos deportistas masculinos que compitieron en atletismo.
El portador de la bandera en la ceremonia de apertura fue el atleta Alois Büchel. El equipo olímpico liechtensteiniano no obtuvo ninguna medalla en estos Juegos.